# Ievguenia Jigoulenko
Ievguenia Jigoulenko (russe : Евгения Жигуленко), née le 1er décembre 1920 à Krasnodar, et morte à Moscou le 27 février 1994) est une pilote aviatrice de guerre et navigatrice du 588e NBAP, 325e régiment d'aviation de bombardiers de nuit, 4e Armée de l'Air, Deuxième front biélorusse pendant la Seconde Guerre mondiale. Pour son service dans l'armée, lui est décerné le titre d'Héroïne de l'Union soviétique le 23 février 1945.

## Enfance et éducation
Jigoulenko naît à Ekaterinodar dans une famille d'ouvriers. Après avoir obtenu son diplôme de l'école secondaire à Tikhoretsk en 1939, elle part étudier l'aviation à l'Institut Technologique de l'Université d'État de Moscou et prend des cours à l'aéroclub de la ville. Elle devient membre du Parti Communiste de l'Union soviétique en 1942.

## Carrière militaire
En octobre 1941, elle rejoint l'armée soviétique et participe à des batailles sur le Front de l'Est à partir de mai 1942, après l'obtention de son diplôme de navigatrice militaire. Elle travaille en tant que directrice de communication du régiment et est ensuite promue commandante des « sorcières de la nuit », alors renommé 46e régiment féminin de bombardement de la garde de Taman. Elle participe à des campagnes de bombardements sur le Front du Sud, sur le Front du Caucase, et le Deuxième front biélorusse ainsi qu'à Berlin, en Crimée, à Kertch, à Kolberg, dans la péninsule du Kouban, lors de l'offensive Mlavsko-Elbing, à Mahiliow et à Osoweic. Au total, elle effectue 968 sorties de combat sur un Polikarpov Po-2 et reçoit le titre d'Héroïne de l'Union soviétique le 23 février 1945.

## Après-guerre
Jigoulenko reste en service actif jusqu'à son diplôme de l'Académie Politico-Militaire Lénine en 1955, année où elle devient réserviste puis décide de prendre sa retraite. En 1976, elle est diplômée de l'Institut national de la cinématographie et travaille en tant que réalisatrice, dirigeant la création de deux grands films : V nebe «notchnye vedmy» (ru) (litt. « Il y a des sorcières de nuit dans le ciel ») et Bez prava na proval (ru) (litt. « Aucun droit à l'échec »), faisant don d'une copie des films au Musée de la Grande Guerre patriotique de Poklonnaïa Gora. Elle meurt à l'âge de 73 ans le 27 février 1994, et est enterrée dans le cimetière Troekurov.

## Distinctions
- Héros de l'Union soviétique[4]
- Ordre de Lénine
- Deux Ordres du Drapeau rouge[5],[6]
- Deux Ordres de la Guerre patriotique, 1re Classe[7],[8]
- Deux Ordres de l'Étoile rouge[9]

## Filmographie
- 1981 : V nebe «notchnye vedmy» (ru) (litt. « Il y a des sorcières de nuit dans le ciel »)
- 1984 : Bez prava na proval (ru) (litt. « Aucun droit à l'échec »)